# 프로디걸 선
《프로디걸 선》(영어: Prodigal Son)은 2019년부터 2021년까지 Fox에서 방영한 미국의 범죄 드라마 텔레비전 시리즈이다.

## 개요
맬컴 브라이트는 어릴 적에 연쇄 살인범인 아버지 마틴 휘틀리 일명 "외과의"(the Surgeon)를 경찰에 신고하였고, 이름까지 바꾼 뒤 마틴과 연을 끊고 살아왔다. 그 여파로 맬컴은 매일 야경증과 공황 발작에 시달린다.
연방수사국(FBI)에서 범죄자 프로파일러 일을 하던 맬컴은 명령 불복종과 동료들과의 불화로 쫓겨난 후 오랜 지인이자 아버지 같은 존재인 뉴욕 경찰국 경위 길의 주선 덕에 수사 자문으로 일하게 된다. 처음 맡은 사건에서 맬컴은 살인범과 마틴 사이에서 유사성을 발견하고 살인범의 정체를 파악하기 위해 10년 만에 처음으로 수감 생활 중인 마틴과 재회한다.

## 출연진
메인
- 톰 페인 - 맬컴 브라이트 역
- 루 다이아몬드 필립스 - 길 어로이오 역
- 홀스턴 세이지 - 에인즐리 휘틀리 역
- 오로라 페리노 - 대니 파월 역
- 게이코 아게나 - 에드리사 다나카 역
- 벨러미 영 - 제시카 휘틀리 역
- 마틴 신 - 마틴 휘틀리 역

리커링
- 샬레인 우더드 - 개브리엘 러두 역 (시즌 1)
- 더멋 멀로니 - 니컬러스 엔디콧 역 (시즌 1)
- 크리스천 보럴 - 프라이어 피트 역 (시즌 2)
- 캐서린 지타존스 - 비비언 캡쇼 역 (시즌 2)